# The Monkees
The Monkees («Ма́нкіз», походить від англ. Monkeys, мавпи) — американський поп-рок квартет, заснований в 1965 році в Лос-Анджелесі.

## Історія
Гурт створений продюсерами Бертом Снайдером і Бобом Рейфлсоном спеціально для однойменного комедійного телесеріалу про пригоди популярного гурту як пародія The Beatles. Назва гурту була натяком на його пародійний характер. Учасники гурту — актори й музиканти Мікі Доленз, Дейві Джонс, Майкл Несміт і Пітер Торк — спочатку брали участь у записі пісень, в основному, тільки як вокалісти — всю інструментальну частину записували сторонні музиканти, композиції писалися спеціально найнятими піснярами, і всім творчим процесом керував Дон Кершнер. Згодом члени гурту домоглися більшої незалежності, почали виконувати інструментальні партії, писати власний матеріал, виступати з концертами. Після закінчення телесеріалу гурт знявся у двох фільмах і до 1971 року продовжував записувати музичні альбоми й гастролювати. Причиною розпаду The Monkees стали творчі розбіжності між його членами. Спочатку гурт залишив Торк, а потім і Несміт. Доленз і Джонс, що втратили право використовувати назву The Monkees, продовжували виступати із запрошеними музикантами. В 1980-1990-х члени гурту кілька разів збиралися знову. У 1980-х гурт пережив нову хвилю популярності, чому сприяли повторні покази телесеріалу, ювілейний концертний тур і новий альбом. Телесеріал «The Monkees» повторно транслювався на різних телеканалах в інших країнах.
Критики часто називали The Monkees «штучним гуртом», «пародією на The Beatles», і не сприймали серйозно їхню творчість. При цьому їхні пісні неодноразово виконувалися іншими артистами (від Sex Pistols до Едді Мерфі) і дотепер звучать на західних ретро-радіостанціях.
В активі ансамблю 11 студійних альбомів. Перші 4 альбоми й три сингли The Monkees досягали вершини американських хіт-парадів. Це перший музичний гурт відзначений двома преміями «Еммі», а також один із шести артистів, чиї роботи одночасно займали перше місце і в США, і у Великій Британії. The Monkees були одними з перших поп-музикантів, що використали синтезатор Moog (на альбомі Pisces, Aquarius, Capricorn & Jones Ltd., 1967).
Найвідоміші пісні: «I'm a Believer [Архівовано 12 квітня 2022 у Wayback Machine.]», «(I'm Not Your) Steppin' Stone», «Daydream Believer», «Last Train to Clarksville», «Pleasant Valley Sunday», «(Theme from) The Monkees», «Porpoise Song», «For Pete's Sake».

## Дискографія
- The Monkees (1966)
- More of The Monkees (1967)
- Headquarters (1967)
- Pisces, Aquarius, Capricorn & Jones Ltd. (1967)
- The Birds, The Bees & the Monkees (1968)
- Head (саундтрек, 1968)
- Instant Replay (1969)
- The Monkees Present (1969)
- Changes (1970)
- Pool It! (1987)
- Justus (1996)
- Good Times! (2016)